# ایناگاوا، هیوگو
ایناگاوا، هیوگو (به لاتین: Inagawa, Hyōgo) یک منطقهٔ مسکونی در ژاپن است که در استان هیوگو واقع شده‌است. ایناگاوا  ۳۱٬۳۸۱ نفر جمعیت دارد.